# District de Phú Lộc
Phú Lộc est un district rural de la province de Thừa Thiên Huế dans la côte centrale du Nord au Viêt Nam. 

## Géographie
La superficie du district est de 728 km2. 
Le chef-lieu du district est Phú Lộc.